# Foxtron Model B
La Foxtron Model B est un crossover compact électrique produite à partir de 2024 par le constructeur automobile taïwanais Foxtron (en), co-entreprise taïwanaise entre le groupe industriel de produits électroniques Foxconn et le constructeur automobile Yulon Motor.

## Présentation

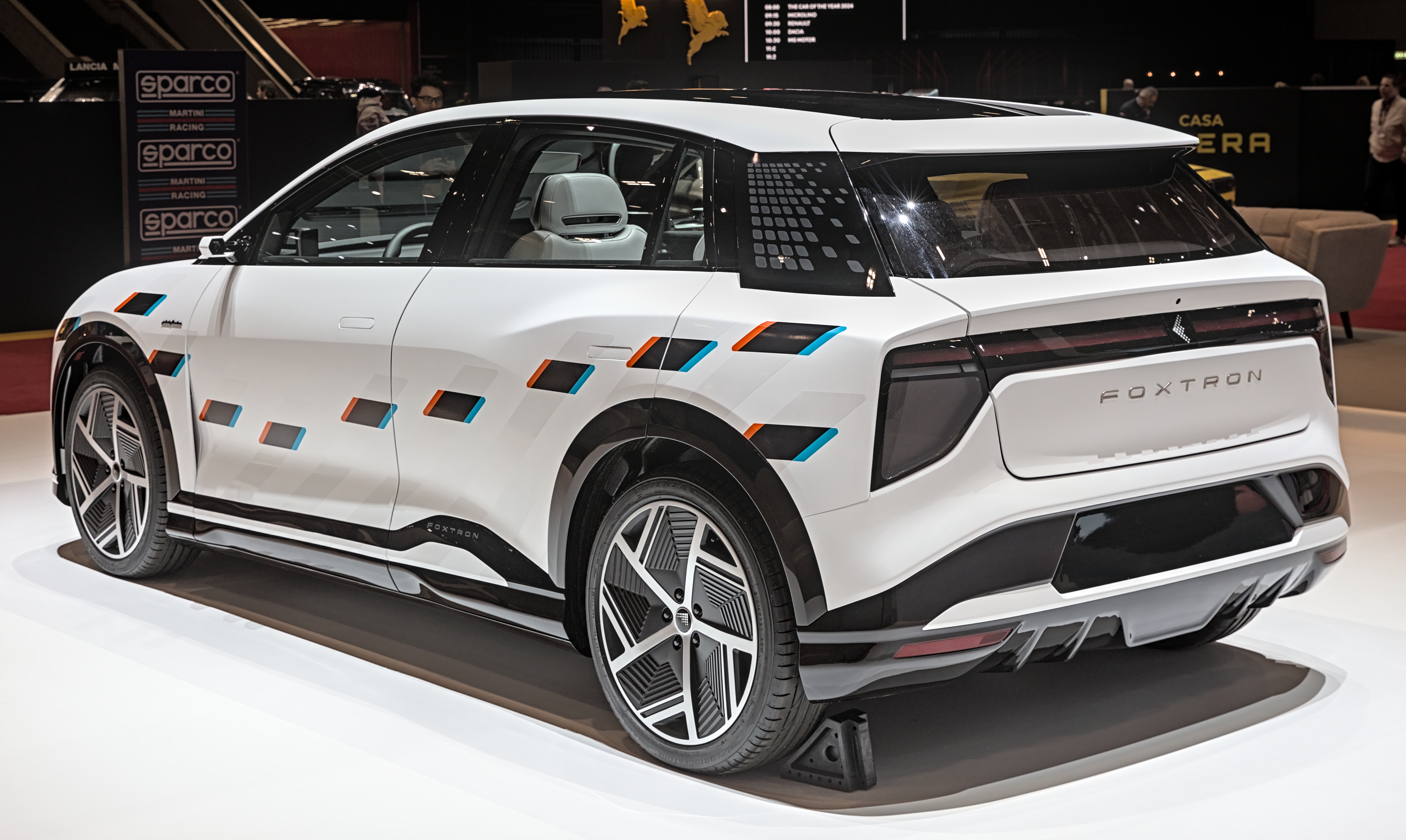
Vue arrière

La Foxtron Model B est dévoilée à l'occasion sous forme de show car de la présentation au Hon Hai Tech Day de Foxconn (ou Hon Hai Precision Industry Company Ltd.) le 18 octobre 2022.
À l'occasion du lancement de la production, la version de série est présentée en Europe au salon international de l'automobile de Genève 2024.
La Model B est dessinée par Pininfarina.